# Peter Hinssen
Peter Hinssen (23 augustus 1969) is een technologie-ondernemer en auteur. Hij geeft wereldwijd lezingen over de impact van technologie op de samenleving, en de digitale wereld die hij het nieuwe normaal noemt en is een veelgevraagd keynotespreker op IT-conferenties in de hele wereld. Hij is docent aan verschillende internationale business schools zoals London Business School, Massachusetts Institute of Technology, TiasNimbas Business School, Vlerick Management School en Antwerp Management School. In de tweede helft van 2010 werd hij gevraagd als special adviseur van de Belgische regering voor de ontwikkeling van de IT-strategie 2020.

## Biografie

### Persoonlijk leven en opleiding
Peter Hinssen werd geboren in België, heeft de Nederlandse nationaliteit en woonde tijdens zijn jeugd in Baton Rouge, Louisiana en Irvine, California. Terug in België studeerde hij in 1993 af als burgerlijk ingenieur elektronica aan de Universiteit Gent.

### Loopbaan
Na een korte periode van 2 jaar als research engineer bij Alcatel richtte Hinssen zijn eerste bedrijf, e-COM, op in 1995. Het werd in 1998 overgenomen door Alcatel en was gespecialiseerd in het bouwen van grootschalige intranet-netwerken voor internationale klanten. In 1999 richtte hij met vier Gentse medestanders het technologiebedrijf EurASP op waar hij voorzitter van werd. Nadien ging hij aan de slag bij McKinsey & Company als entrepreneur-in-residence in de domeinen IT- en digitale strategie.
Hinssen startte in 2000 het bedrijf Streamcase, gespecialiseerd in interactieve televisie en streaming video. Het werd overgenomen door Belgacom in 2003.
EurASP vervelde intussen tot Porthus, werd een cloud provider voor B2B-messaging en trok naar de beurs 2006 tot het overgenomen werd door Descartes (NASDAQ: Descartes) in 2010, waarna Hinssen in 2011 terugtrad uit de Raad van Bestuur.
In 2005 richtte hij Across Group op, een digitale strategische consultancy groep waarvan hij nog steeds CEO en voorzitter is. Hij is daarnaast actief in de Raad van Bestuur van mediabedrijf Corelio (sinds 2012) en actief als coach van verschillende start-ups in Europa en de VS.
Hij is de auteur van diverse boeken, zoals Business IT Fusion (on the changing relationship between IT and business), en The New Normal (on the advent of the era where digital is just a 'normality'). The New Normal is vertaald in verschillende talen, waaronder het Nederlands, Spaans en Koreaans en verkocht wereldwijd meer dan 15.000 exemplaren.
Hinssen reisde de wereld rond met lezingen en keynotes over 'The New Normal' en doet nu hetzelfde met zijn lezingen en Keynotes over'The day after tomorrow'.

## Publicaties
- Hinssen, Peter (2010). Business/It Fusion. Uitgeverij Lannoo. ISBN 9789081324267.
- Hinssen, Peter (2010). The New Normal. Explore the limits of the digital world. Uitgeverij Lannoo. ISBN 9789081324250.
- Hinssen, Peter (2010). Digitaal is het nieuwe normaal. De revolutie is begonnen.. Uitgeverij Lannoo. ISBN 9789077445259.
- Hinssen, Peter (2014). The Network Always Wins. How to survive in the age of uncertainty. MACH MEDIA NV. ISBN 9789081324281.
- Hinssen, Peter (2017). The Day after Tomorrow: How to Survive in Times of Radical Innovation. Uitgeverij Lannoo. ISBN 9789401446495.